# Плутенко, Андрей Долиевич
Андрей Долиевич Плутенко (род. 17 апреля 1961 года, поселок Кароул, Усть-Енисейский район, Красноярский край) — российский ученый, доктор технических наук, профессор, ректор Амурского государственного университета. Лауреат премии Правительства Российской Федерации в области образования (2012 г.). Почетный работник высшего профессионального образовании Российской Федерации (2016 г.).

## Биография
Родился 17 апреля 1961 года в пос. Кароул Усть-Енисейского района Красноярского края.
В 1983 году окончил Благовещенский технологический институт по специальности «Машины и аппараты легкой промышленности», получив квалификацию инженера-механика.
В 1990 году защитил диссертацию на соискание ученой степени кандидата наук по теме «Разработка конструктивных решений и исследование сложных обогреваемых устройств машин химических волокон с учётом обеспечения требуемых температурных режимов».
В 1995 году присвоено ученое звание доцента.
В 2004 году утвержден в качестве доверенного лица кандидата на должность Президента Российской Федерации Владимира Владимировича Путина.
В 2005 году защитил диссертацию на соискание ученой степени доктора наук по теме «Разработка теоретических основ анализа процессов доступа к базам распределенных автоматизированных систем».
В 2006 году присвоено ученое звание профессора.
Был депутатом Амурского областного совета народных депутатов.
Состоял в партии «Союз правых сил», был председателем её регонального отделения в Амурской области. В 2007 году баллотировался в депутаты Госдумы от СПС.
В 2018 году утвержден в качестве доверенного лица кандидата на должность Президента Российской Федерации Владимира Владимировича Путина.
8 Августа 2018 года назначен заместителем председателя правительства Амурской области.